# Kii (provincia)

Mappa delle province giapponesi con la provincia di Kii evidenziata.

Kii, chiamata anche Kishu (giapponese: 紀州 kishū), ma scritta ufficialmente Kii-no kuni (紀伊国?), era una vecchia provincia del Giappone, nell'isola principale di Honshū, corrispondente all'attuale prefettura di Wakayama ed alla parte meridionale della prefettura di Mie.
Kii confinava con le province di Ise, Izumi, Kawachi, Shima e Yamato. La penisola di Kii prende il suo nome da questa provincia. Durante il periodo Edo, il ramo Kii del clan Tokugawa aveva un castello a Wakayama.